# Ślęża

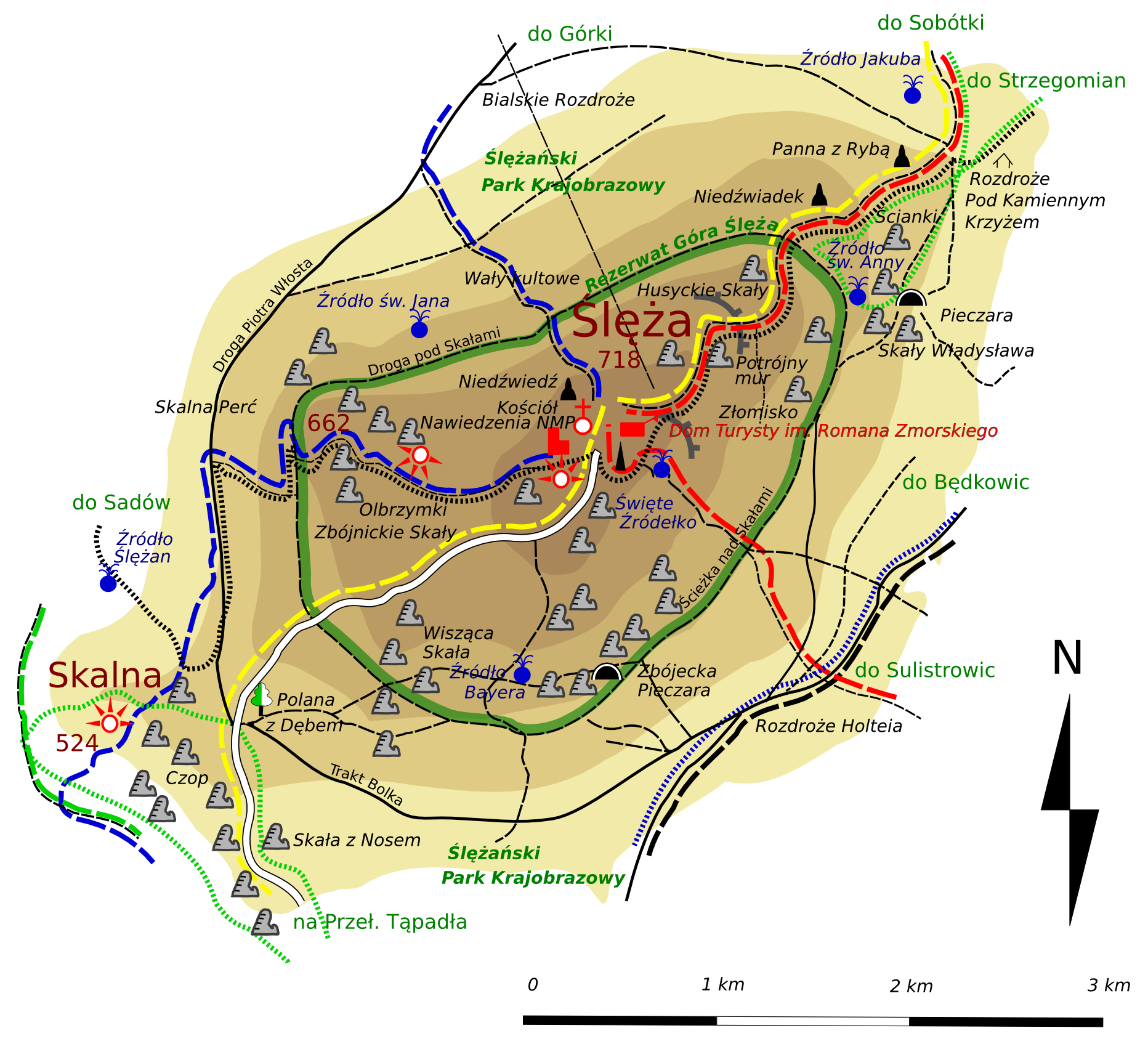
Ślęża – mapa szczytu

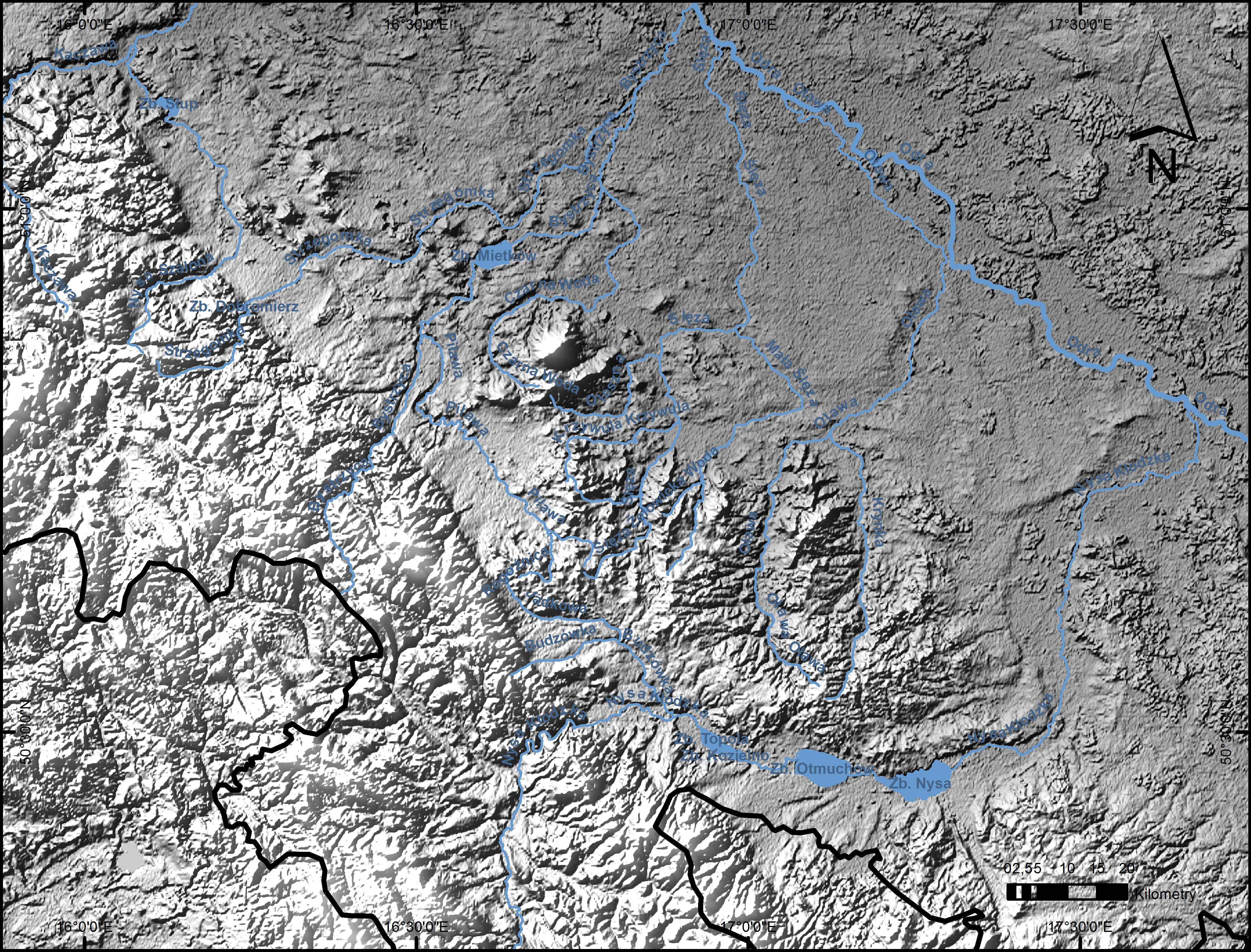
relief: odosobnione położenie góry

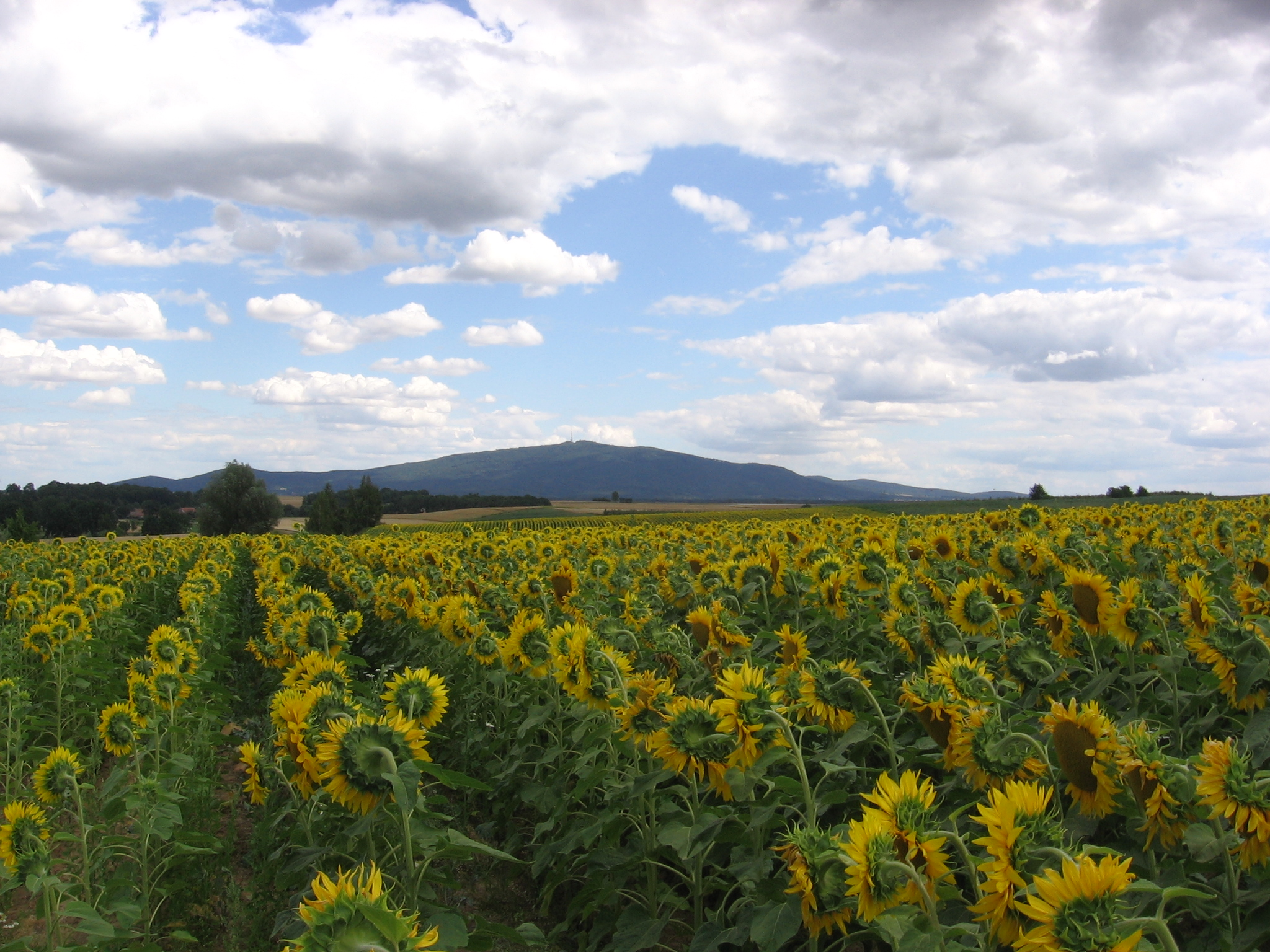
Ślęża w tle

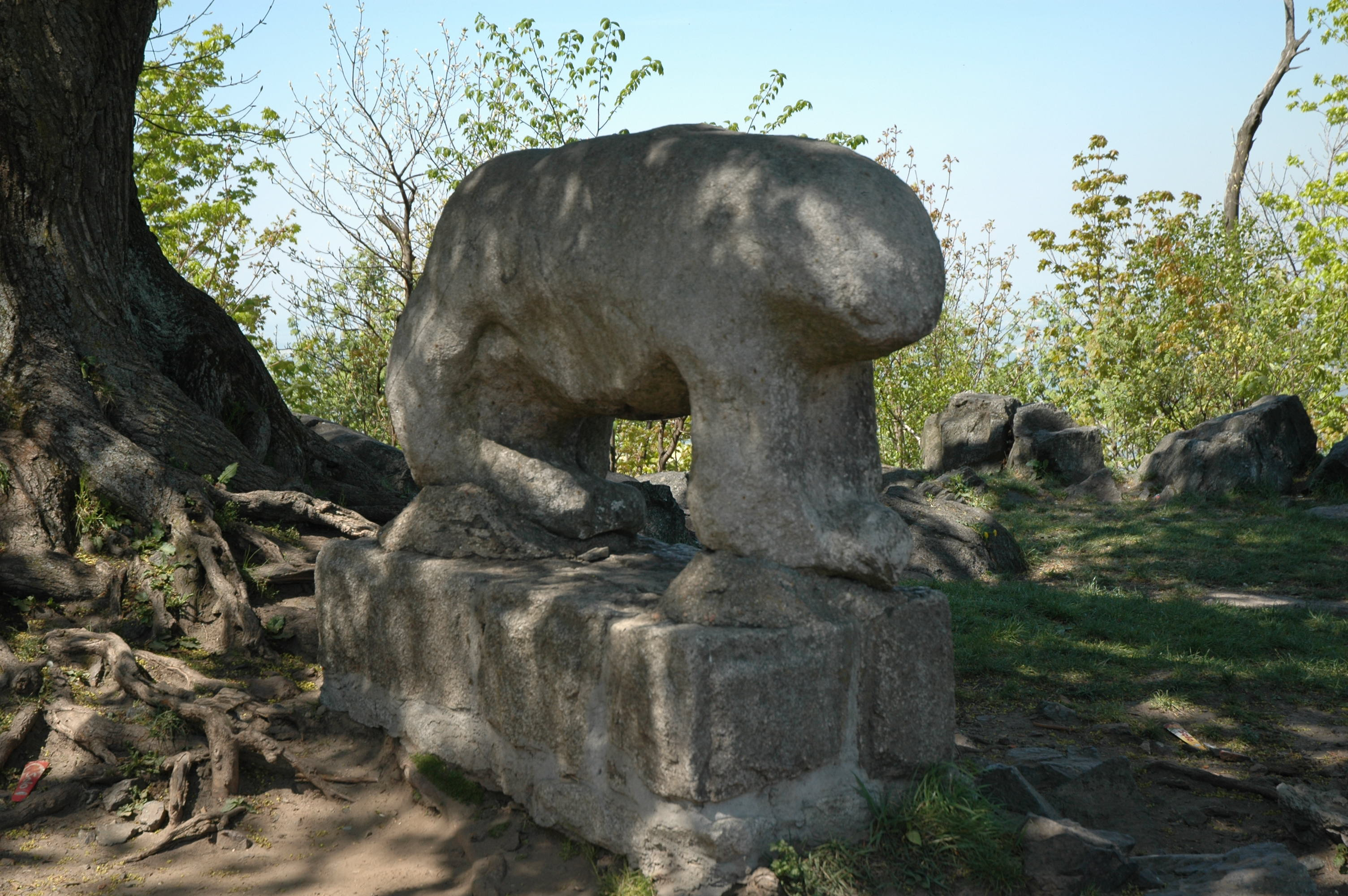
Niedźwiedź – starożytna rzeźba kultowa na szczycie Ślęży

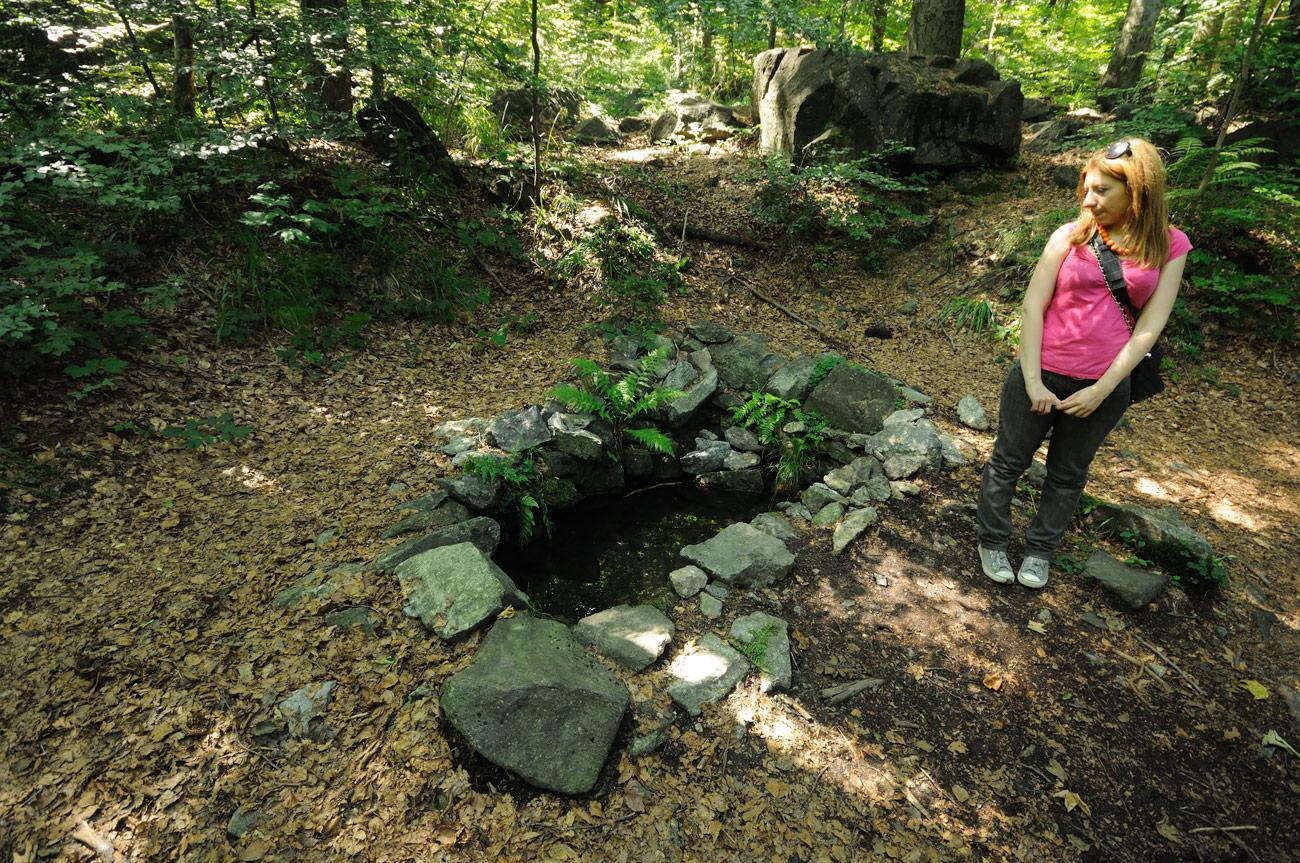
Ślęża, Święte Źródełko

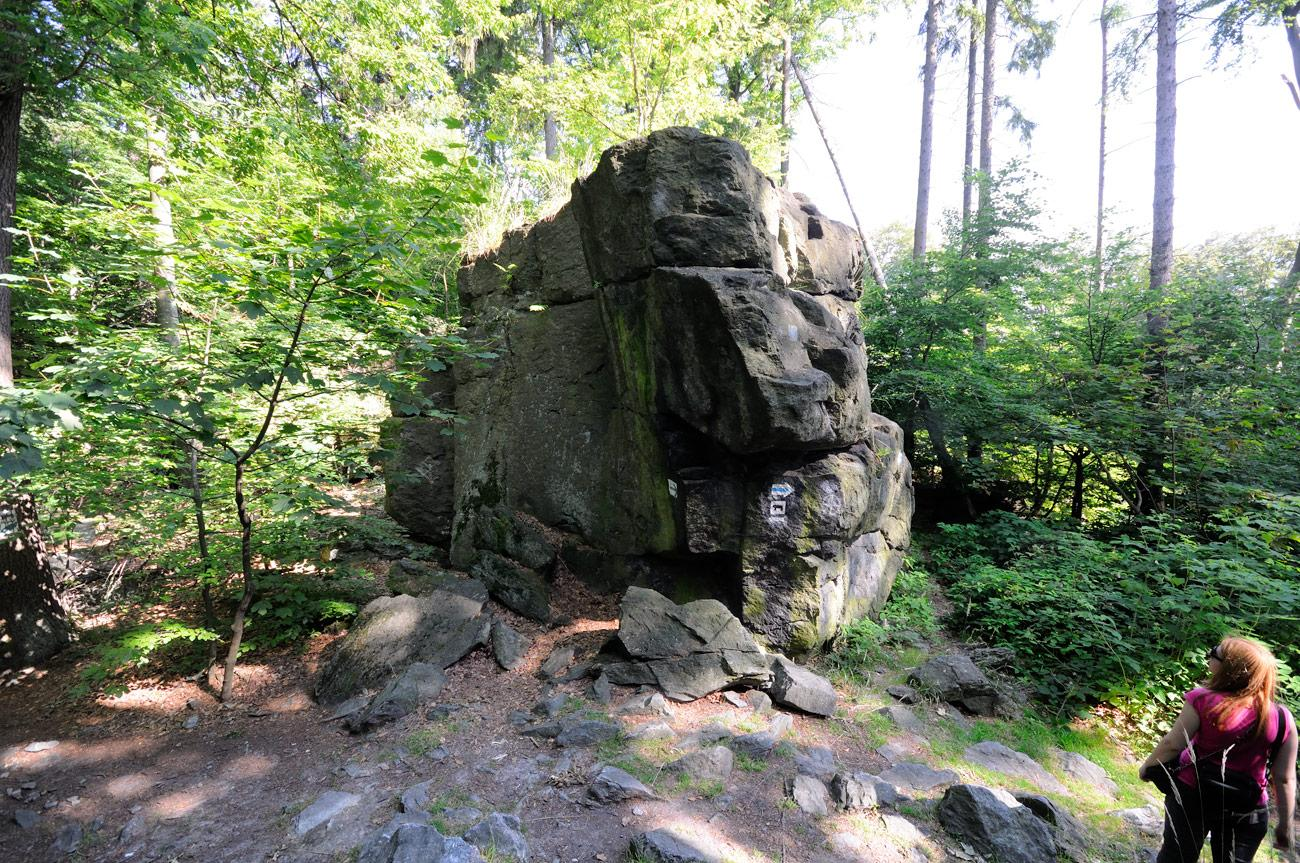
Ślęża, Niebieski Szlak

Ślęża /ˈɕlɛ̃ʐa/ (łac. Silensi w 1017, w latach 1945–1948 Sobótka, niem. Zobtenberg – dokładne tłumaczenie: Góra Sobótka) – najwyższy szczyt Masywu Ślęży i całego Przedgórza Sudeckiego, wznoszący się na wysokość 717,5 m n.p.m. Mimo niewielkiej wysokości bezwzględnej, masyw ma imponujący wygląd ze względu na znaczną wysokość względną (ponad 500 m).
Ślęża należy do Korony Gór Polski, Korony Sudetów Polskich, Korony Sudetów oraz Korony Gór Dolnego Śląska. Najbliższe miasto w pobliżu góry to Sobótka.

## Etymologia nazwy
Pierwsze odnotowane historyczne nazwy góry:
- 1017 – Silensi, Thietmar z Merseburga, Kronika[7]
- 1108 – in monte Silencii (tłum. Góra Milczenia)
- 1149/1150 – ecclesia in monte Silentii
- 1209 – in monte Silencii
- 1242 – in monte Slenz
- 1245 – in monte Slez,
- 1260 – circa montem Slezie,

Istnieją trzy ważniejsze etymologie nazwy Ślęza (nazwy góry i rzeki były dawniej pisane jednakowo):
- germańska (Steinhauser, Vasmer, wywodząca tę nazwę od plemienia Silingów),
- słowiańska (np. Rospond, od ślęga – „mokra pogoda, błoto”)
- indoeuropejska (Udolph, Mańczak).

Wszystkie trzy hipotezy mają wiele słabych punktów i nie ma podstaw by przyjąć którąkolwiek z nich. Można z dużym prawdopodobieństwem uznać, że nazwa została przejęta do języków indoeuropejskich od wcześniejszych mieszkańców tych ziem (Babik). Od nazwy góry i rzeki wskazuje się związek z etnonimami słowiańskich Ślężan i germańskich Silingów, a później Śląska.

## Geologia
Ślęża zbudowana jest głównie z granitów i gabra. Według najnowszej interpretacji większa część masywu Ślęży to ofiolit – pozostałość kopalnego dna oceanicznego (skorupy oceanicznej). Jego powstanie datowano na 350 mln lat (przełom dewonu i karbonu). W skład tego ofiolitu wchodzą: radiolaryty (pozostałość krzemionkowych skał osadowych leżących na dnie oceanu), amfibolity (zmetamorfizowane pierwotne podmorskie bazalty, tworzące wierzchnią warstwę skorupy), niżej leżą gabra, a na samym dole ultrazasadowe perydotyty, które w efekcie metamorfizmu przekształciły się w serpentynity. Ten hipotetyczny ofiolit zapada ku północy, czyli pierwotnie najwyższe partie znajdują się na północy, a najniższe na południu. Obecnie gabra tworzą szczyt Ślęży i jej południowe oraz wschodnie stoki, serpentynity odsłaniają się na Raduni i wzgórzach położonych na wschód i zachód od niej, natomiast amfibolity są znane z Wieżycy i Gozdnicy – niewielkich szczytów w północnej części masywu Ślęży koło Sobótki.
Znacznie później w obręb zachowanego ofiolitu, a właściwie na zachód od niego, wdarła się intruzja granitowa, datowana na późny karbon. Obecnie granity budują północne i północno-zachodnie stoki góry. Są one częścią masywu granitowego ciągnącego się od Strzegomia po Sobótkę. Samo wyniesienie części skał gabrowych i granitowych i ukształtowanie się góry zaszło w neogenie, przy czym bierze się pod uwagę głównie wyniesienie w wyniku ruchów tektonicznych. Wcześniej sądzono, że Ślęża jest twardzielcem, jednak obecnie wpływ selektywnej erozji uważa się za czynnik uzupełniający.

## Górnictwo

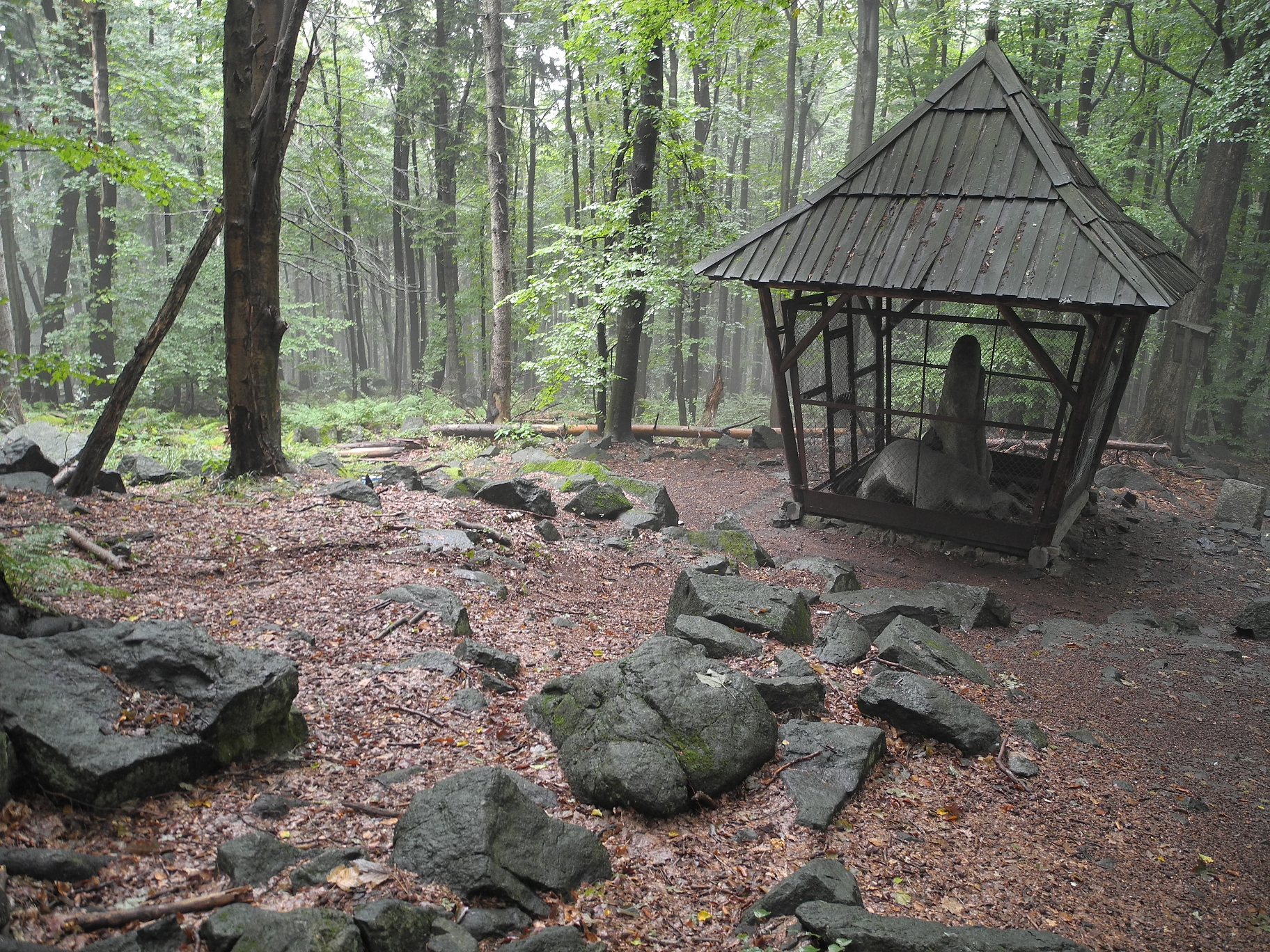
Rzeźby kultowe, Szlak Czerwony

W neolicie wydobywano nefryt w rejonie Jordanowa oraz serpentynit w okolicy Jańskiej Góry i Raduni. Z serpentynitu wyrabiano narzędzia i broń (topory ślężańskie, zapewne raczej kultowe niż użytkowe), a z nefrytu drobne narzędzia i ozdoby. Od X wieku przez całe średniowiecze wydobywano granity oraz serpentynity. Te pierwsze głównie do produkcji kół młyńskich i kamienia budowlanego, ale we wczesnym średniowieczu wyrabiano z nich elementy zdobnicze dla kościołów romańskich (np. kapitele, rzeźby lwów). Serpentynit po wypolerowaniu służył jako kamień ozdobny lub surowiec do wyrobu ozdobnych naczyń. W 1877 otwarto kopalnię rud chromu w rejonie Raduni, działała ona do roku 1943. Od 1920 do pierwszych lat powojennych istniała kopalnia magnezytu w Sobótce, a od 1960 działa kopalnia magnezytu w Wirach. W początkach XX wieku utworzono wielkie kamieniołomy granitu i skaleni w Strzeblowie (dzielnica Sobótki), a w 1884 uruchomiono kamieniołom serpentynitu (i nefrytu) w Jordanowie. W 1986 udokumentowano duże złoże rud żelaza, tytanu i wanadu na wschodnich stokach Ślęży; nie są one jednak eksploatowane.

## Historia

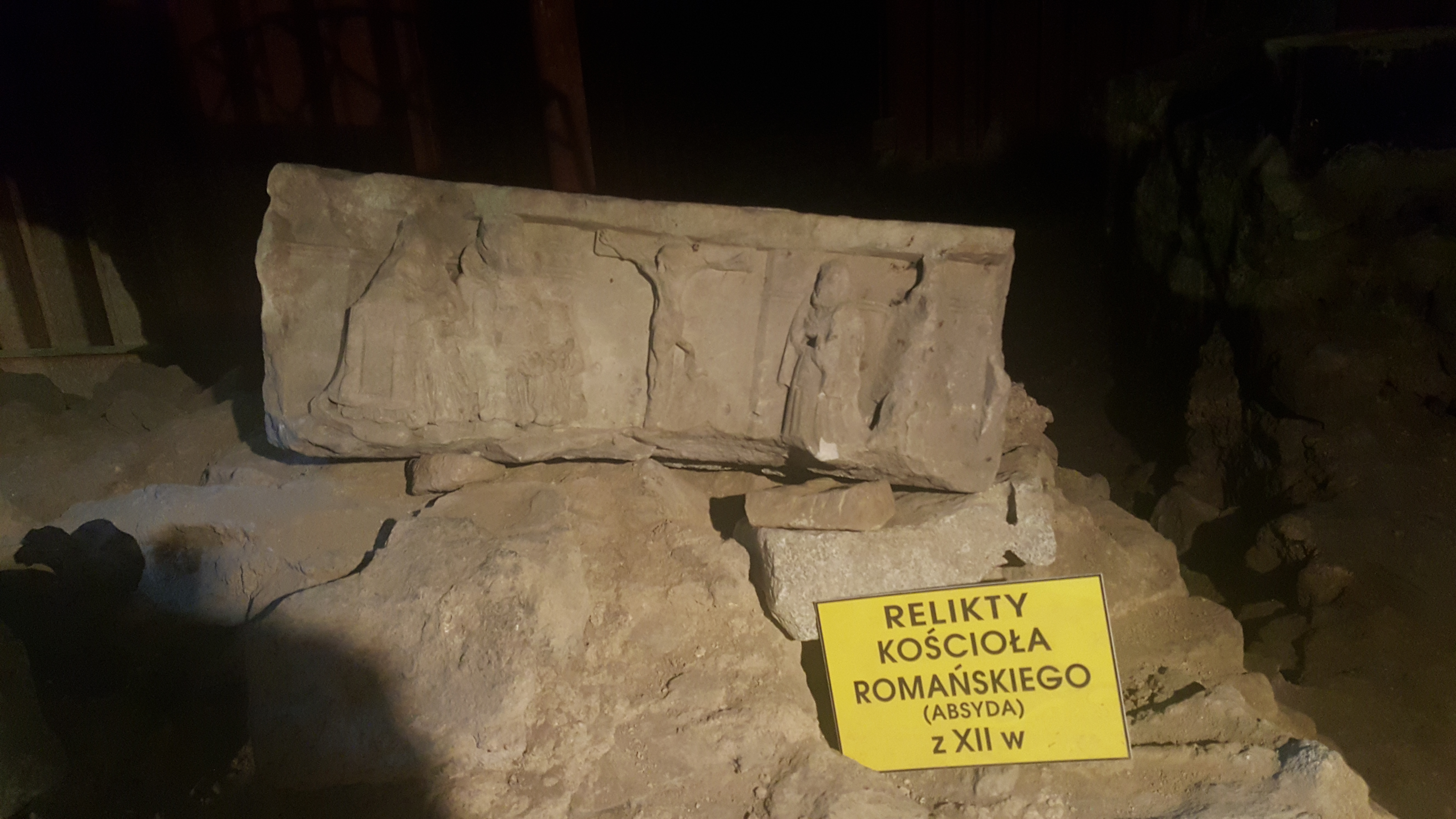
dawny zamek piastowski, położony w podziemiach kościoła na szczycie Ślęży

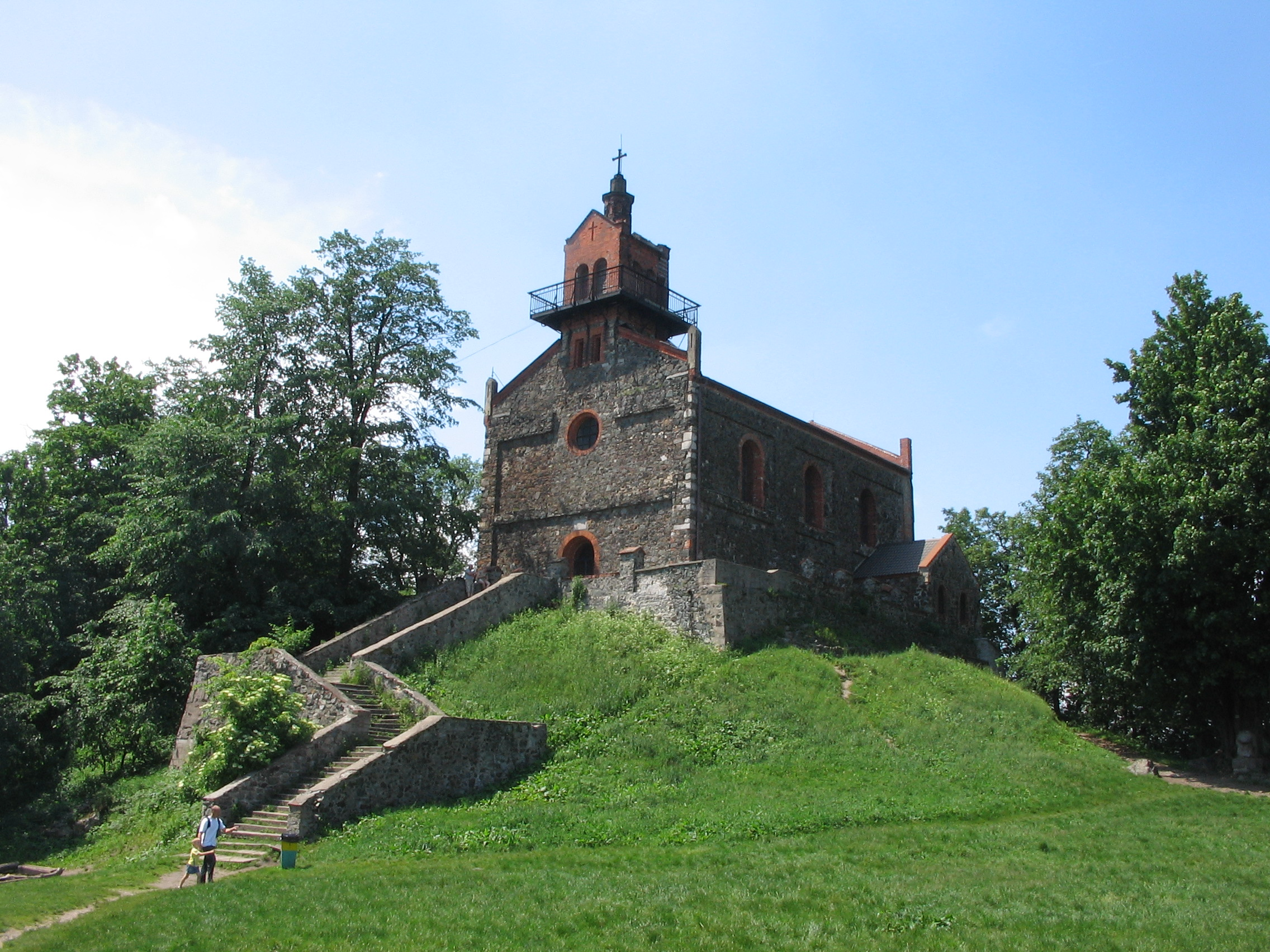
Kościół na szczycie Ślęży

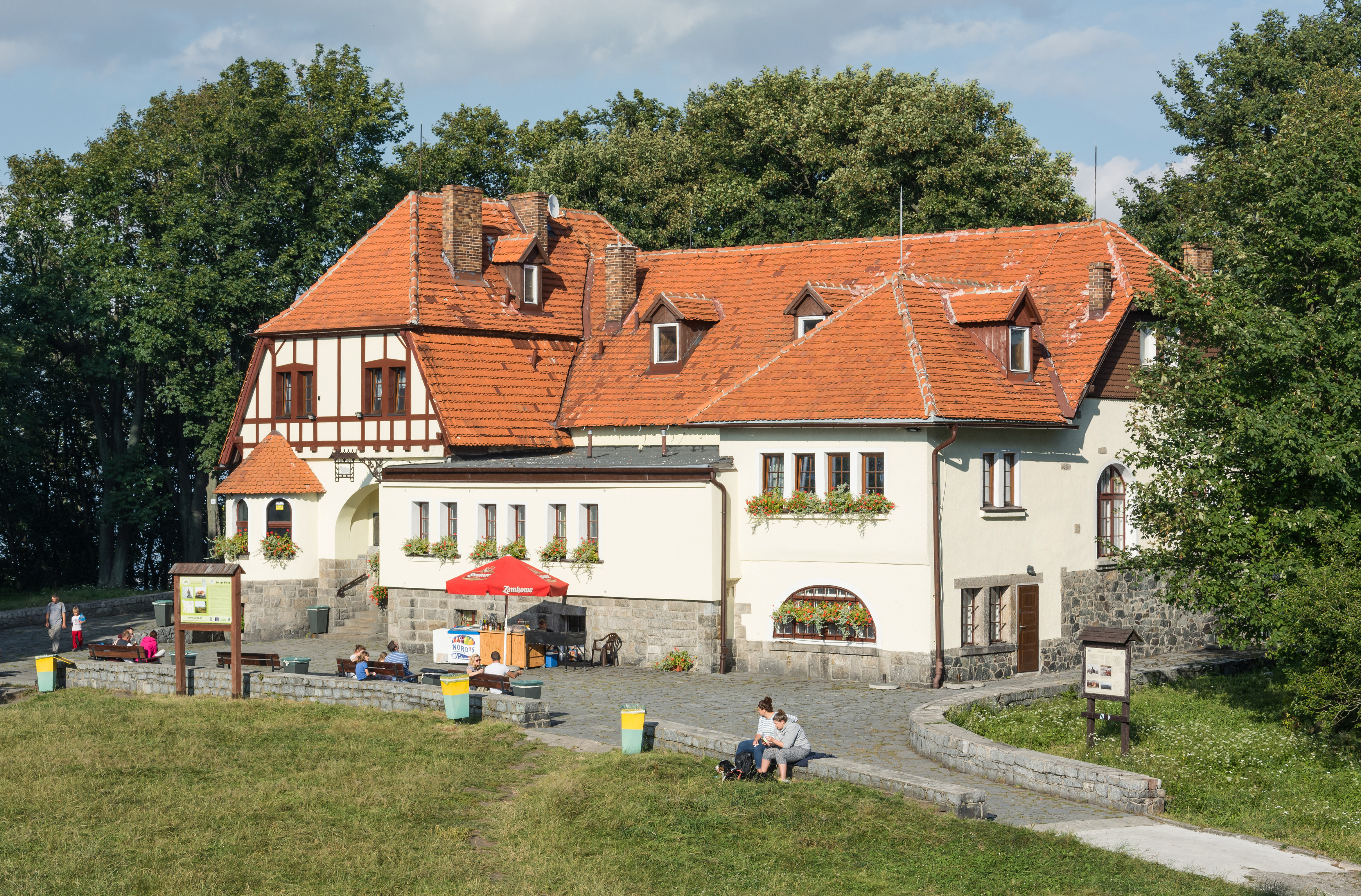
Dom Turysty PTTK na Ślęży

Góra stanowiła religijny ośrodek kultu solarnego miejscowych plemion – jego początki sięgają epoki brązu, a początek upadku przypada na początki chrystianizacji tych obszarów w X i XI w. Na szczycie góry i jej pobliżu zachowały się kamienne rzeźby: „panna z rybą”, „mnich”, „grzyb”, „dzika” oraz „niedźwiedzia”, łączone z celtyckim kręgiem kulturowym. Odnaleziono również fragmenty kamiennych wałów, o szerokości ok. 12 m, układanych z odłamków kamieni, oraz zagadkowe posągi z charakterystycznym symbolem ukośnego krzyża – według hipotez badaczy krzyż garbo. prawdopodobnie związany był z kultem solarnym.

W kronice Thietmara w dziale dotyczącym wojny Bolesława Chrobrego z Henrykiem II (zob. Obrona Niemczy) czytamy: 

Owa góra [łac. posita est autem haec in pago Silensi, vocabulo hoc a quodam monte nimis excelso et grandi olim sibi indito] wielkiej doznawała czci u wszystkich mieszkańców z powodu swego ogromu oraz przeznaczenia, jako że odprawiano na niej pogańskie obrzędy.

Według Hansa Jänichena leżące na południu miasto Niemcza, którego nazwa jest starsza od roku 990, nie oznacza Niemców w dzisiejszym znaczeniu, lecz osiadłą znacznie wcześniej ludność wschodniogermańską. Ludność ta ulec miała slawizacji, przekazując Słowianom kult na górze Sobótce/Ślęży.
Według Stanisława Zakrzewskiego nazwa grodu może też pochodzić od niemieckich jeńców użytych do budowy grodu.
W pierwszej połowie XII wieku (prawdopodobnie w 1110 r.), za panowania Bolesława Krzywoustego, Piotr Włostowic ufundował na szczycie klasztor kanoników regularnych św. Augustyna. Ze względu jednak na znaczne oddalenie od ludzi klasztor został później (w 1134 lub 1149 r.) przeniesiony do pobliskiej wsi Górka (obecnie część Sobótki), a wkrótce potem (w 1153 r.) do Wrocławia.
Od 1813 do 1914 na szczycie odbywały się komersze niemieckich studentów wrocławskich dla upamiętnienia wymarszu z pobliskiego Rogowa Sobóckiego antynapoleońskiego Freikorpsu (korpusu ochotników) majora Adolfa Lützowa. W 1837 r. powstało na szczycie schronisko Mooshaus. W latach 1851–1852 wybudowano nowy obiekt w stylu szwajcarskim. Na początku XX w. okazało się ono niewystarczające i w latach 1907–1908 powstał istniejący do dziś (później jako hotel Olimp, obecnie Dom Turysty PTTK im. Romana Zmorskiego) obiekt według projektu wrocławskiego architekta Karla Klimma. Budowę sfinansował wrocławski browarnik Georg Haase.
W okresie nazistowskim niemiecką nazwą Ślęży było Siling – od plemienia Silingów.

### Historia najnowsza
- 1954 – objęcie Ślęży ochroną jako rezerwatu krajobrazowo-geologicznego i historycznego Góra Ślęża (powierzchnia 141,4 ha).
- 1 lutego 1958 – pierwsza retransmisja sygnału telewizyjnego z RTCN Ślęża[12]
- 1973 – wmurowanie z inicjatywy wrocławskiego oddziału PTTK tablicy poświęconej Romanowi Zmorskiemu; tablica znajduje przy wejściu do schroniska (obecnie Domu Turysty)[13]
- 1974 – zakończenie rozbudowy stacji telewizyjnej[12]
- 9 września 2016 – dolnośląskie obchody 1050-lecia chrztu Polski[14]

### Rzeźby
Kultowe posągi z okresu kultury łużyckiej:
- Grzyb (prawdopodobnie dolna część ludzkiej postaci – w Sobótce).
- Mnich (u stóp góry – przeniesiony z okolic wsi Garncarsko)
- Panna z rybą (inaczej Postać z rybą)
- Niedźwiedź (przy drodze na szczyt, obok Panny z Rybą)
- Niedźwiedź (na szczycie góry).

## Zabytki
Do wojewódzkiego rejestru zabytków wpisane są:
- kościół filialny Nawiedzenia Najświętszej Maryi Panny odbudowany po pożarze w latach 1851–1852, razem z wieżą widokową z XX wieku[13]
- ruiny zamku średniowiecznego,
- ogrodzenie z murem oporowym,
- Dom Turysty PTTK im. Romana Zmorskiego, z 1908 r.

## Turystyka
Ze względu na bliskość Wrocławia (30 km), Świdnicy (17 km) i Dzierżoniowa (17 km) góra stanowi doskonałe miejsce dla turystyki weekendowej. Masyw i jego okolice pokryte są dość gęstą siecią szlaków turystycznych – zarówno pieszych, jak i rowerowych – o różnych stopniach trudności. Wyznaczone są dwie ścieżki archeologiczne oznaczone symbolem ślężańskiego niedźwiedzia.
Na geodezyjnym szczycie Ślęży, na południe od kościoła znajduje się żelbetowa wieża widokowa.
Z uwagi na swą przedchrześcijańską historię Ślęża stanowi cel licznych pielgrzymek rodzimowierców słowiańskich.

## Panoramy

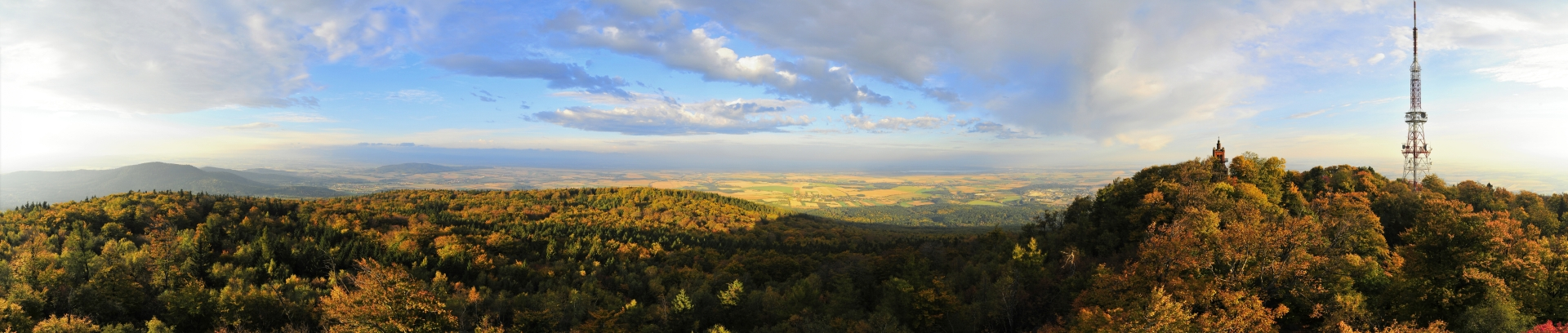
Panorama ze szczytu Góry Ślęży.

## Szlaki turystyczne
od południowego wschodu: Strzelin – Szańcowa – Gościęcice Średnie – Skrzyżowanie pod Dębem – Gromnik – Dobroszów – Kalinka – Skrzyżowanie nad Zuzanką – Źródło Cyryla – Ziębice – Lipa – Rososznica – Stolec – Cierniowa Kopa – Kolonia Bobolice – Kobyla Głowa – Karczowice – Podlesie – Ostra Góra – Starzec – Księginice Wielkie – Sienice – Łagiewniki – Oleszna – Przełęcz Słupicka – Sulistrowiczki – Ślęża
 od północnego wschodu: Sobótka, stacja PKP – Sobótka, kościół pw. św. Anny Samotrzeciej – Ślęża
 od południowego – zachodu: Świdnica – Jagodnik – Miłochów – Krzczonów – Szczytna – Kiełczyn – Jędrzejowice – Przełęcz Tąpadła – Ślęża
 od północnego – wschodu: Sobótka, stacja PKP – Dom Turysty PTTK „Pod Wieżycą” – Wieżyca – Przełęcz Dębowa – Ślęża
 od południowego – zachodu: Strzelin – Pęcz – Piotrowice – Zielenice – Suchowice – Jordanów Śląski – Glinica – Winna Góra – Gozdnik – Przełęcz Sulistrowicka – Przełęcz Słupicka – Radunia – Przełęcz Tąpadła – Ślęża (odcinek od Tąpadeł na szczyt nazywa się „Skalną Percią”)
 od północy: Garncarsko – Sobótka-Górka – Źródło Klasztorne – Ślęża.

## Ślęża w literaturze i sztuce
Powieści, których akcja rozgrywa się m.in. na Ślęży:
- Kornelia Dobkiewiczowa – Ofka z Kamiennej Góry
- Zbigniew Nienacki – Ja, Dago Władca
- Andrzej Sapkowski – Narrenturm
- Tomek Tryzna – Panna Nikt
- Tomasz Piątek – Pałac Ostrogskich
- Robert J. Szmidt – Apokalipsa według Pana Jana
- Rafał Dębski – Kiedy Bóg Zasypia
- Andrzej Ziemiański – opowiadanie Waniliowe plantacje Wrocławia ze zbioru Zapach Szkła
- Roman Zmorski – opowiadanie Sobotnia Góra ze zbioru Podania i baśni ludu w Mazowszu (z dodatkiem kilku śląskich i wielkopolskich)

Ze szczytem związane są liczne legendy; według jednej z nich góra powstała w wyniku wojny aniołów z demonami rzucających w siebie ogromnymi głazami, które tworząc szczyt ukryły wrota do piekieł. Wejście to miało znajdować się tuż pod kościołem na wierzchołku.